# Yan'an
Yan'an (em chinês: 延安; pinyin: Yan'an; Wade-Giles: Yen-um), é uma cidade na região de Shanbei na província de Shaanxi da China. Quando iniciou-se a Longa Marcha, a cidade foi o centro da revolução comunista da China de 1935-1948, sendo que os comunistas chineses consideram Yan'an como o "berço da revolução". A prefeitura de Yan'an atualmente administra diversos outros municípios, incluindo Zhidan, anteriormente Bao'an, que serviu como a capital comunista chinesa antes da cidade de Yan'an. 

## Economia
Em Yan'an e em seus arredores cultiva-se o trigo. Em 2004, o PIB total foi de 19,2 mil milhões de yuans.

## História
Na China medieval, Yan'an foi chamada muitas vezes de "Yanzhou", sendo uma localização militar estratégica para o império chinês. Certa vez o cientista, estadista e general Shen Kuo (1031-1095 d.C) defendeu com sucesso a dinastia Song (960-1279) graças à localização da cidade, no entanto, ela foi retomada pelo Tanguts em 1082. Yan'an e toda a província de Shaanxi foram retomadas pelos Mongóis no final dos anos 1220, apenas depois que seu líder Genghis Khan morreu durante o cerco da capital Xia em 1227. A cidade foi mantida nas fronteiras chinesas pelos sucessivos dinastias Ming (1368-1644), bem como Qing (1644-1911). Após a queda da Dinastia Qing a cidade passou à pertencer à recém-criada República da China.
Em 1936 Yan'an passou à ser administrada pelos comunistas chineses, que tinham chegado recentemente a esta área, vindos de Jiangxi. Yan'an se tornou a sede do governo comunista do que abrangia Shaanxi, Gansu, e a Região Fronteiriça de Ningxia.  Tornando-se o centro de treinamento intensivo dos membros e tropas do exército vermelho. Yan'an era o centro da vida comunista chinesa onde muitos jornalistas ocidentais proeminentes incluindo Edgar Snow e Anna Louise Strong reuniram-se com Mao Tsé-Tung e outros líderes importantes para entrevistá-los.
Durante a Segunda Guerra Mundial, quase todos os edifícios foram destruídos por bombardeios japoneses, e levou a maioria dos habitantes à viver em "yaodong"s, que sãi grutas artificiais ou esculpidas nas encostas, tradicionais habitações de Shaanxi. Yan'an também acolheu os grupos do Exército dos Estados Unidos, também conhecida como a Missão Dixie. Uma missão conjunta de militares e civis, foi enviado para estabelecer laços oficiais com os comunistas e explorar possíveis planos de cooperação contra os japoneses. Os norte-americanos tiveram uma notável presença em Yan'an de 1944-1947.

## Subdivisões administrativas
A Prefeitura com nível de cidade de Yan'an exerce jurisdição sobre treze subdivisões, - um distrio e doze Xian (outra divisão administrativa chinesa):
- o distrito de Baota - 宝塔区 Bǎotǎ Qū ;
- o xian de Yanchang - 延长县 Yáncháng Xiàn ;
- o xian de Yanchuan - 延川县 Yánchuān Xiàn ;
- o xian de Zichang - 子长县 Zǐcháng Xiàn ;
- o xian d'Ansai - 安塞县 Ānsài Xiàn ;
- o xian de Zhidan - 志丹县 Zhìdān Xiàn ;
- o xian de Wuqi - 吴起县 Wúqǐ Xiàn ;
- o xian de Ganquan - 甘泉县 Gānquán Xiàn ;
- o xian de Fu - 富县 Fù Xiàn ;
- o xian de Luochuan - 洛川县 Luòchuān Xiàn ;
- o xian de Yichuan - 宜川县 Yíchuān Xiàn ;
- o xian de Huanglong - 黄龙县 Huánglóng Xiàn ;
- o xian de Huangling - 黄陵县 Huánglíng Xiàn.

## Galeria de imagens

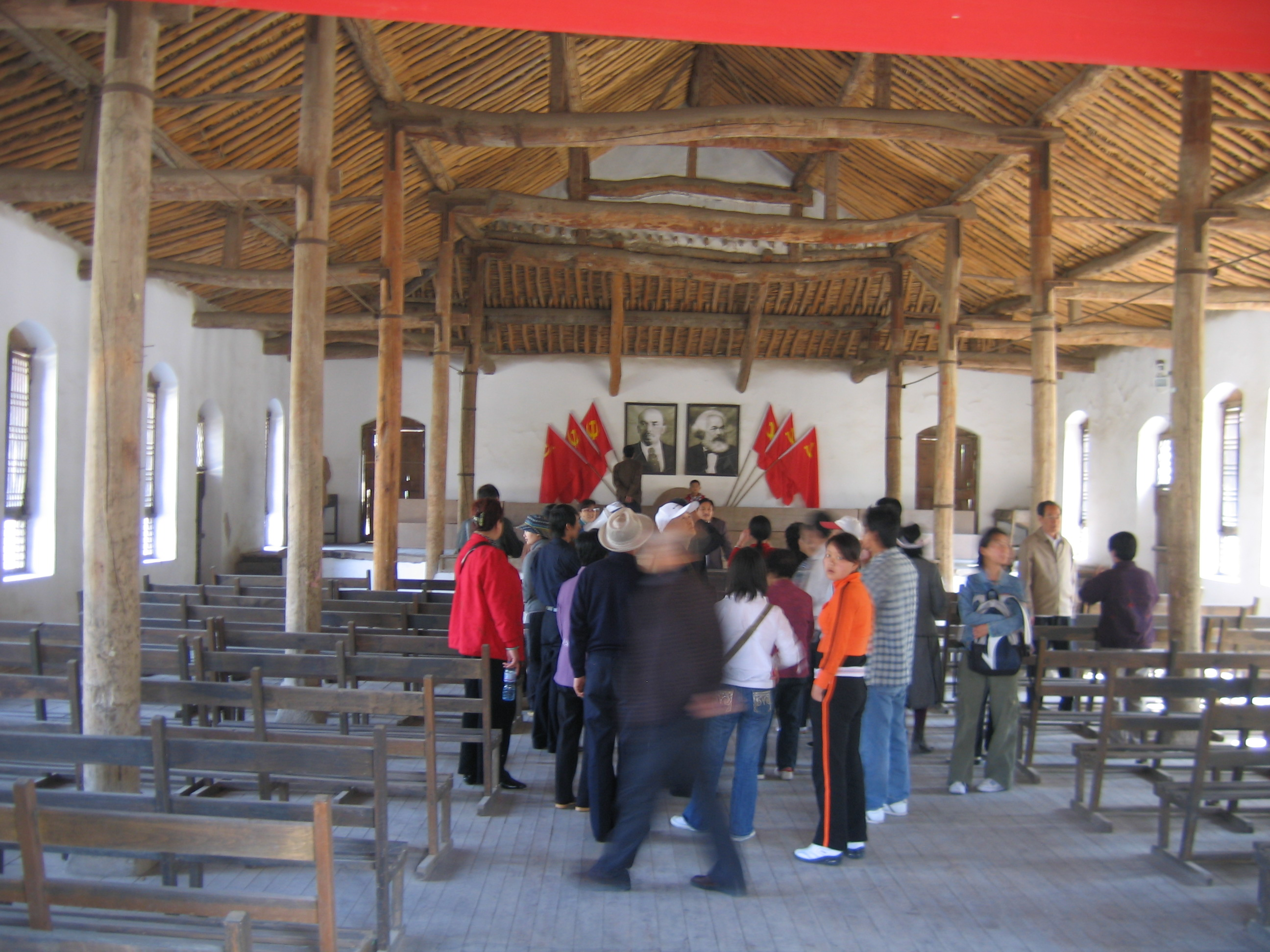
Sala das primeiras conferências do partido comunista
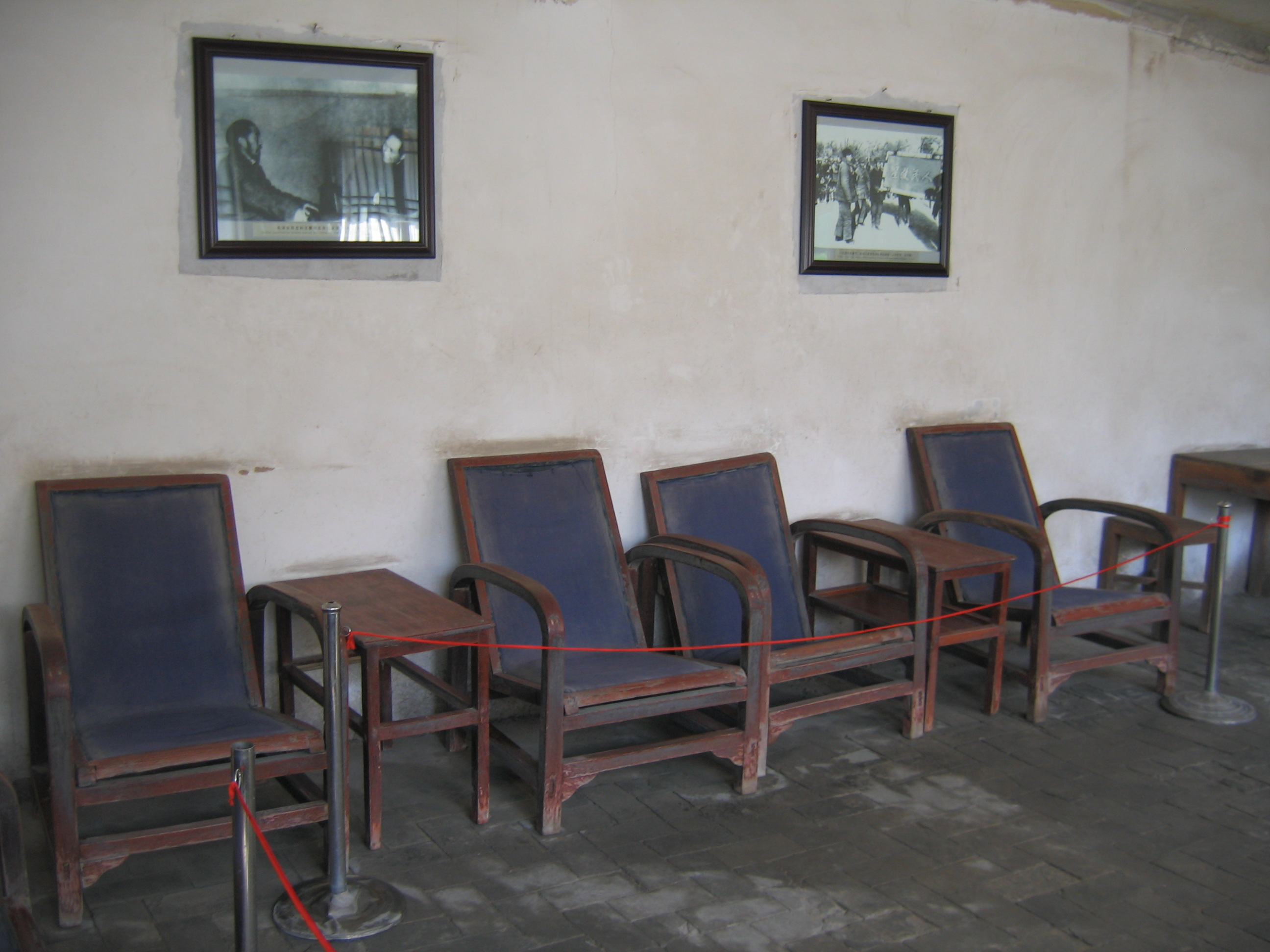
Sala da casa de Mao Zedong
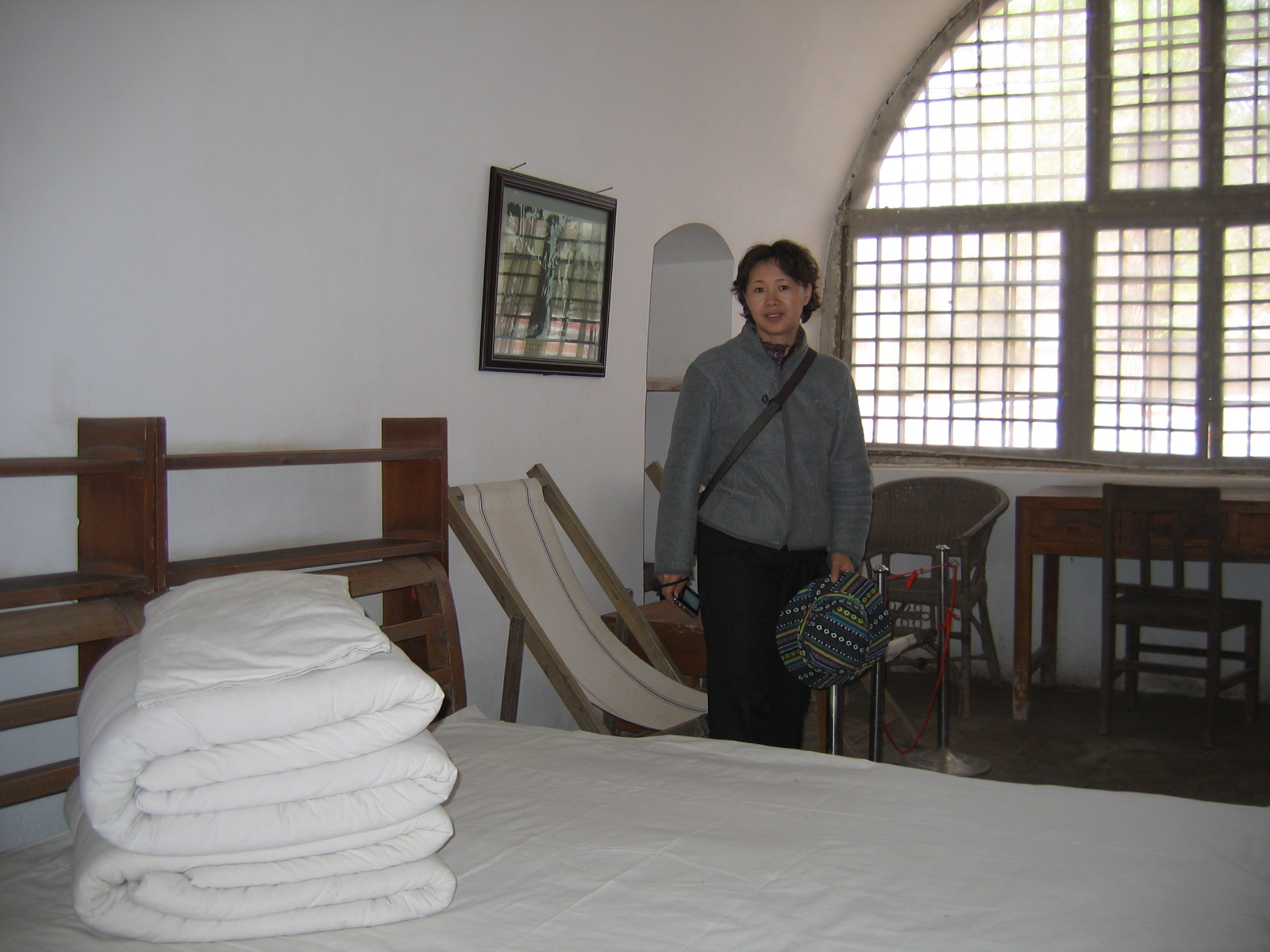
Quarto  na casa Mao Zedong
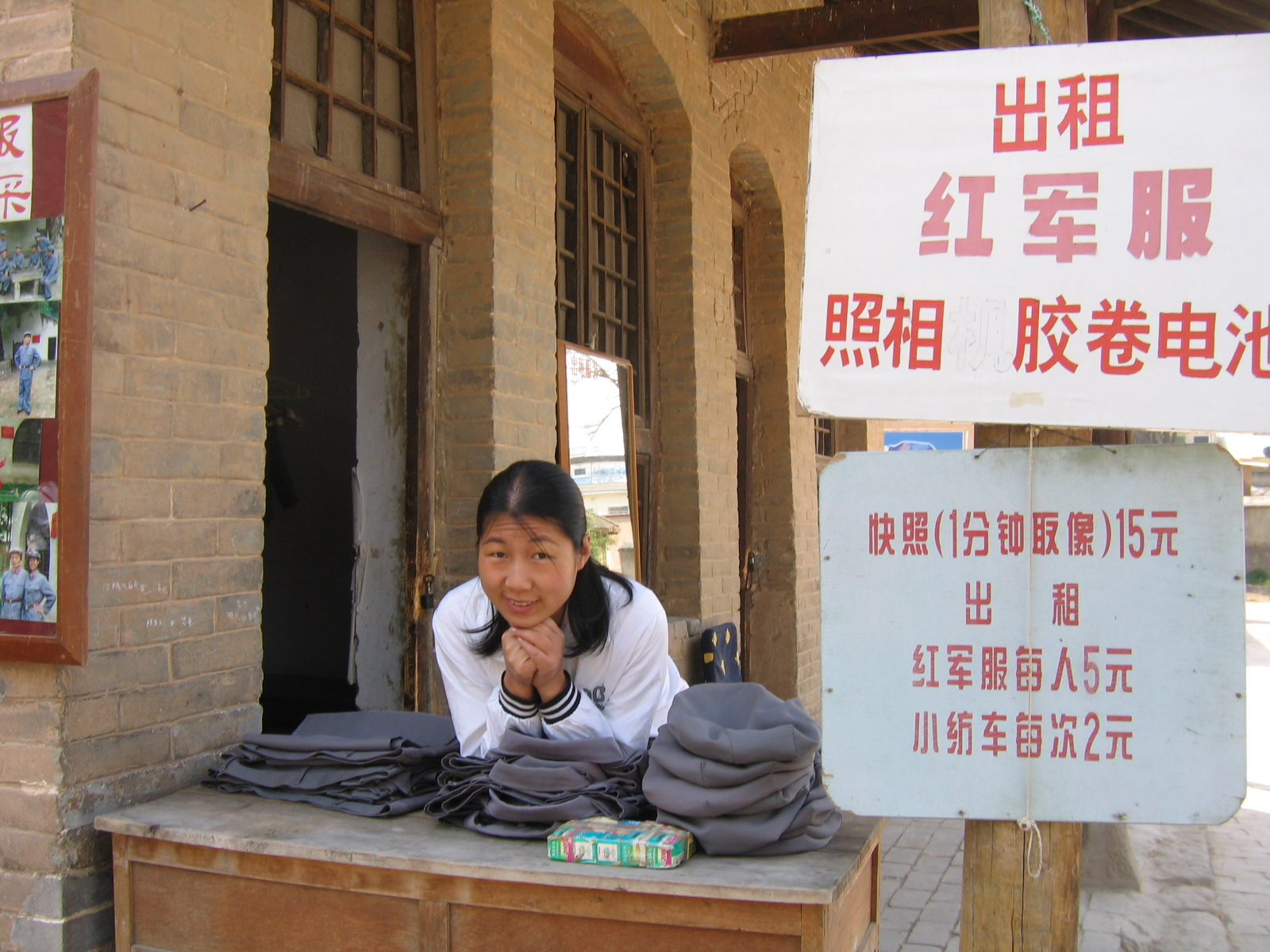
Barraca para alugar de uniformes comunistas para bater fotografias, perto da casa Mao Zedong
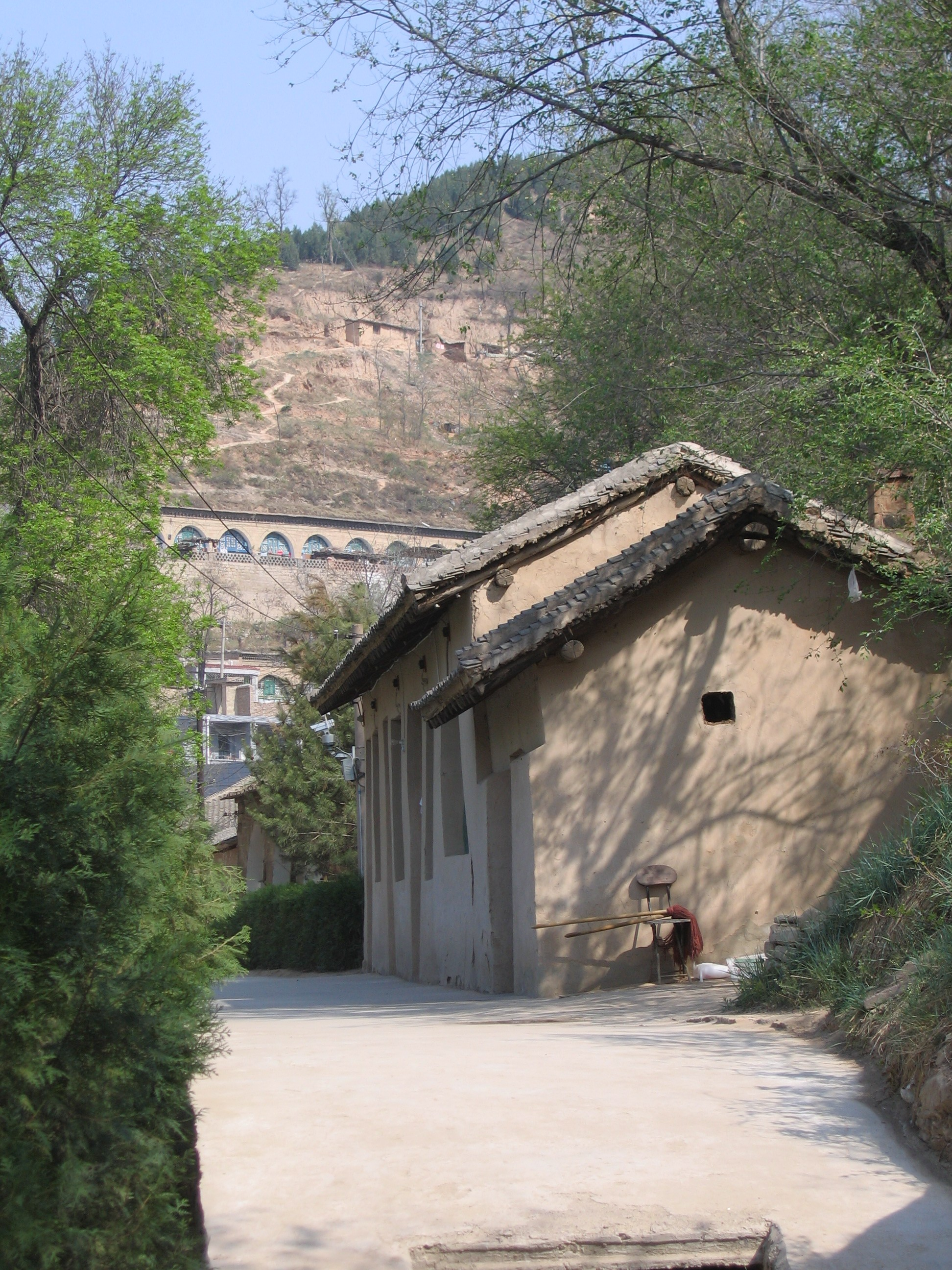
Casa de Mao Zedong
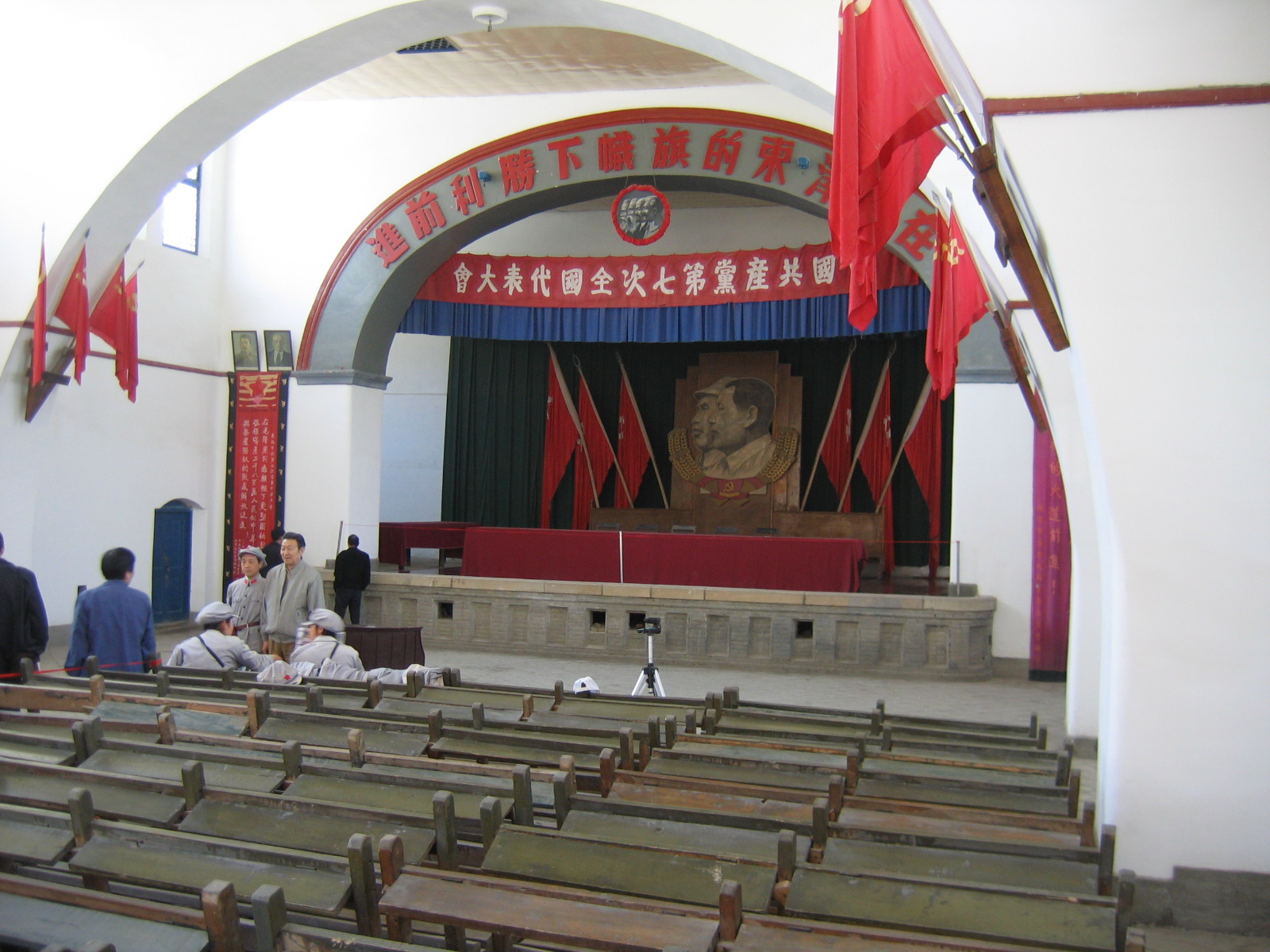
Sala das conferências do Comité central
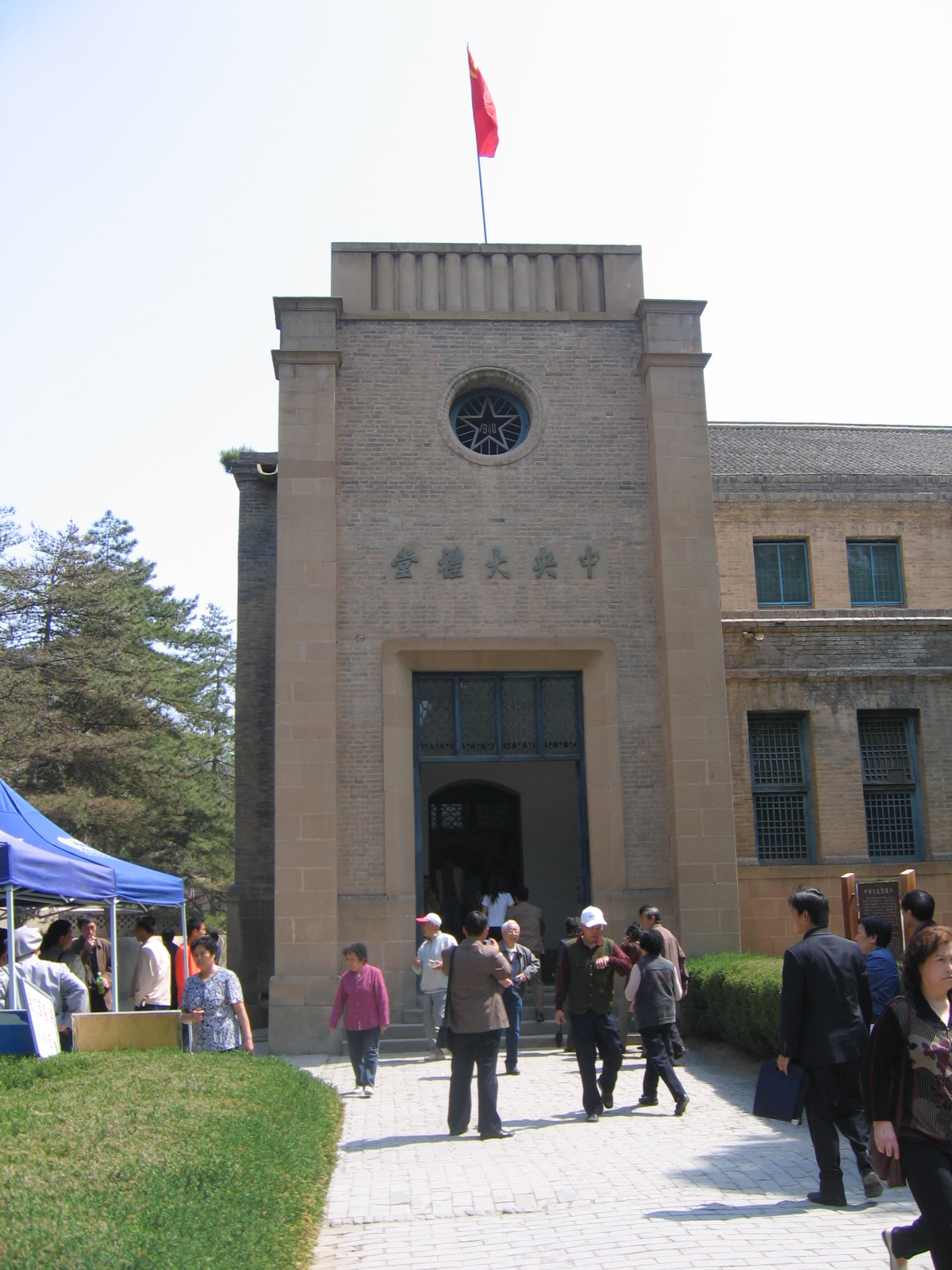
Entrada da construção do Comité central
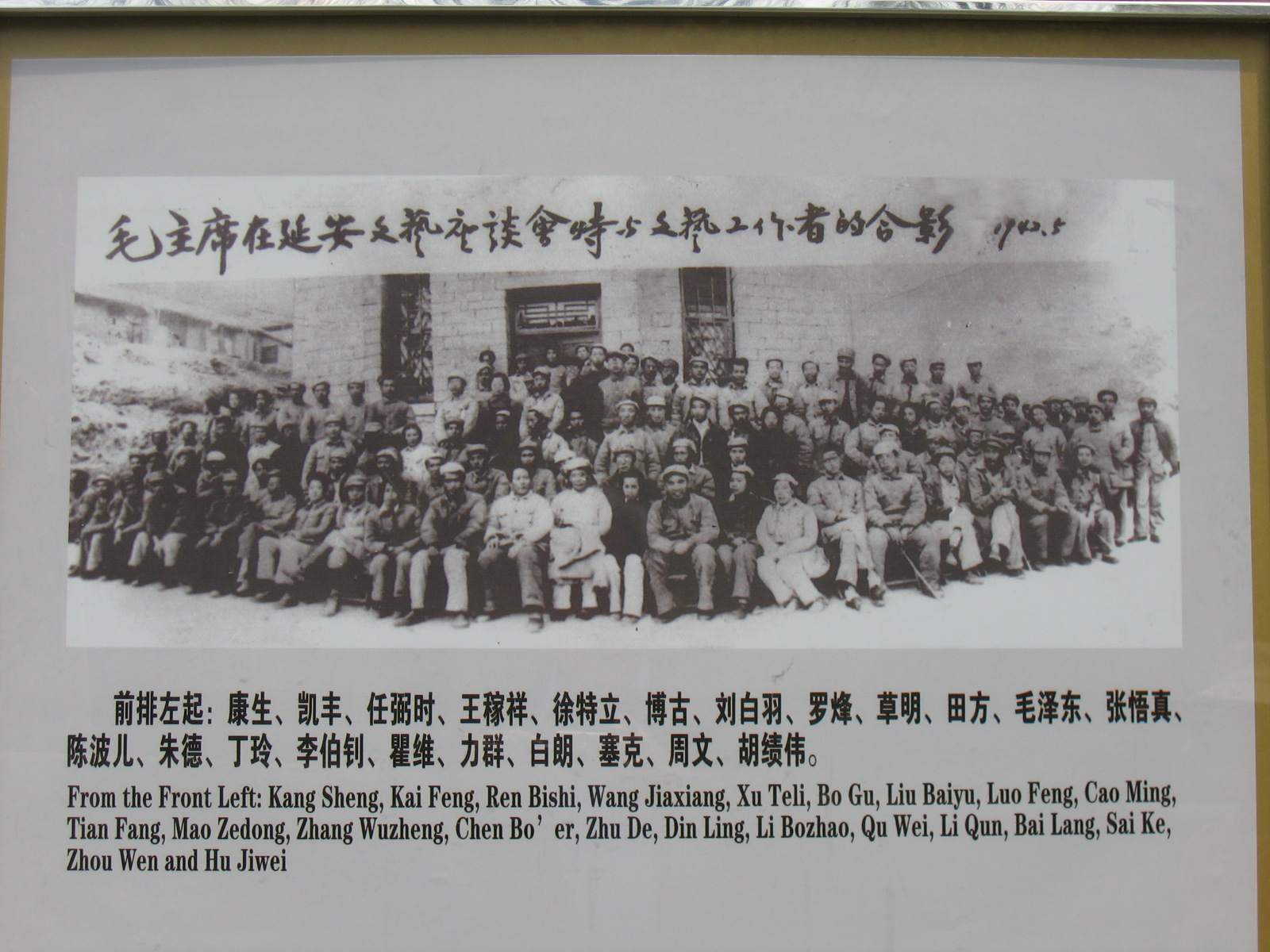
Fotografia da Missão Dixie, Maio de 1942, painel de exposição
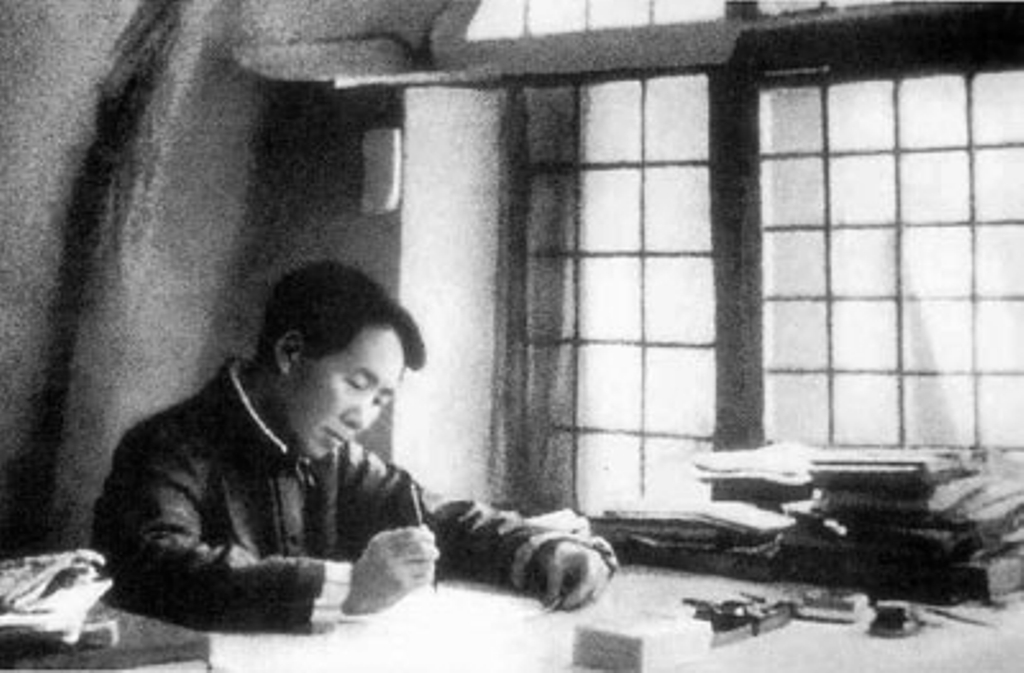
Mao Zedong trabalhando em seu escritório na cidade, 1938
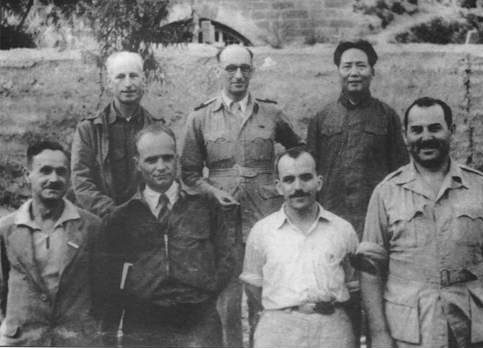
Mao Zedong recebendo jornalistas estrangeiros, grupo na frente da cidade, 1944